# 프랭크 셔우드 롤런드
프랭크 셔우드 롤런드(영어: Frank Sherwood Rowland, 1927년 6월 28일 ~ 2012년 3월 10일)는 미국의 화학자이다. 1995년에 산화질소류가 오존의 분해를 촉진시키는 촉매제 역할을 밝혀낸 공로로 파울 크뤼천, 마리오 J. 몰리나와 함께 노벨 화학상을 수상했다.

## 인물
오하이오주 델라웨어에서 태어나 오하이오 웨슬리언 대학교를 졸업하였고, 시카고 대학교 대학원에서 석사(1951년), 박사(1952년) 학위를 각각 받았다. 박사후 연구 과정을 프린스턴 대학교(1952 ~ 56년), 캔자스 대학교(1956 ~ 64년)를 거쳐 1964년 미국 캘리포니아 대학교 어바인 화학과 교수로 부임했다. 1974년에는 마리오 몰리나와 함께 염화플루오린화탄소(CFC) 기체가 대기권의 오존을 고갈시킨다는 연구를 발표했으며, 이에 따라 1987년 공업국들이 CFC 생산을 점차적으로 줄이는데 합의한 몬트리올 의정서를 이끌었고, 1995년에는 마리오 몰리나, 파울 크뤼천과 함께 노벨 화학상을 받았다.
1987년에는 미국 국립 과학 아카데미 회장을 지냈고, 1993년에는 미국 과학 진흥 협회 의장을 지냈다. 2012년 3월 10일에 파킨슨병 합병증으로 사망했다(향년 86세).

## 수상 경력
- 1976년 : 톨먼상
- 1983년 : 환경 성과에 대한 타일러상
- 1989년 : 일본국제상[1]
- 1993년 : 피터 디바이상
- 1994년 : Albert Einstein World Award of Science
- 1995년 : 노벨 화학상

## 저서·논문
- Andersen, Stephen O.; Conzalez, Marco (2012). “Frank Sherwood Rowland”. 《Physics Today》 65 (10). 70면. doi:10.1063/PT.3.1759.